# Orakel von Siwa

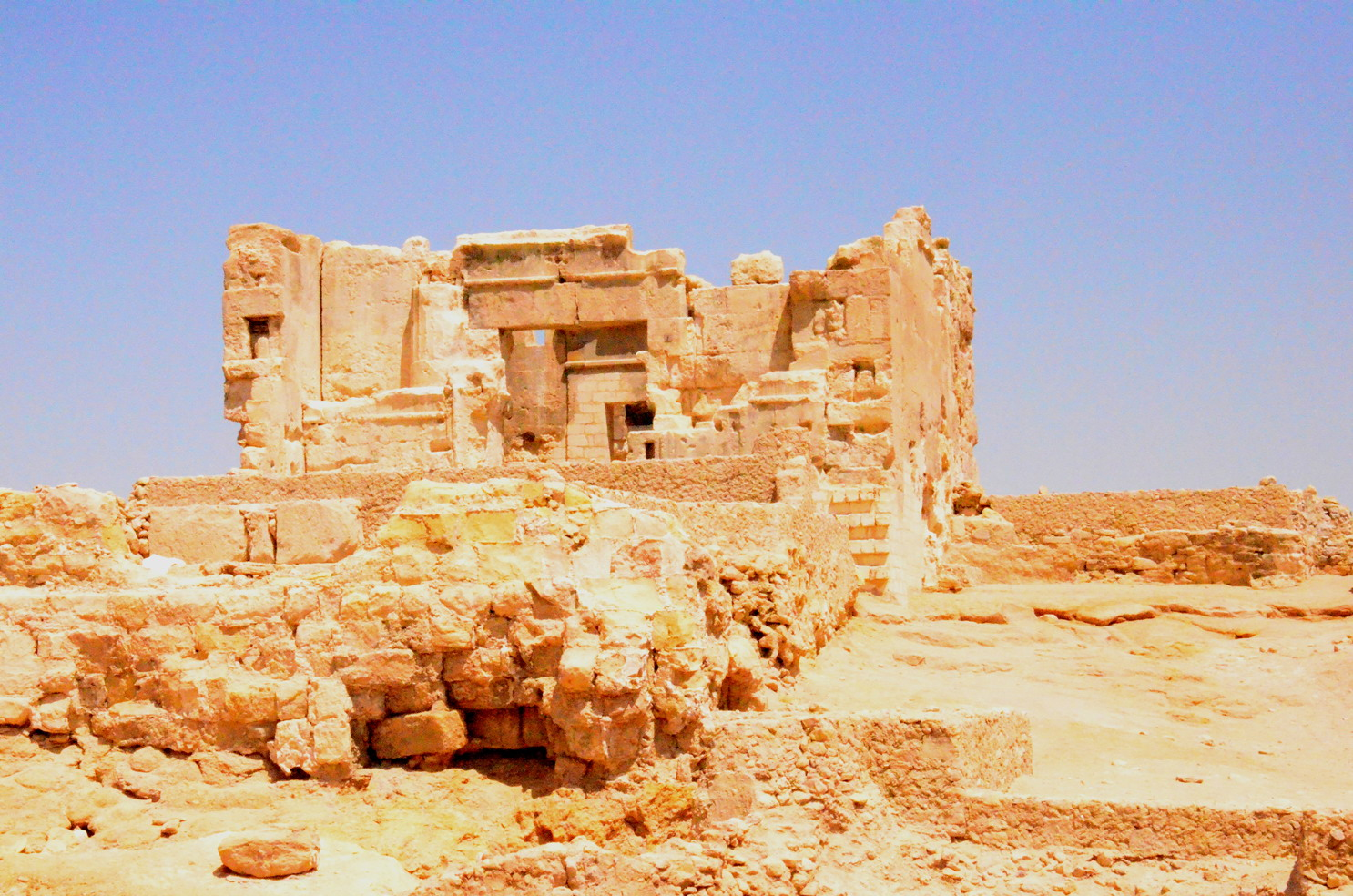
Tempel des Amun-Orakels

Das Orakel von Siwa oder auch Orakel des Ammon war eine antike Orakelstätte in der Oase Siwa (heute Ägypten).

## Geschichte der Orakelstätte

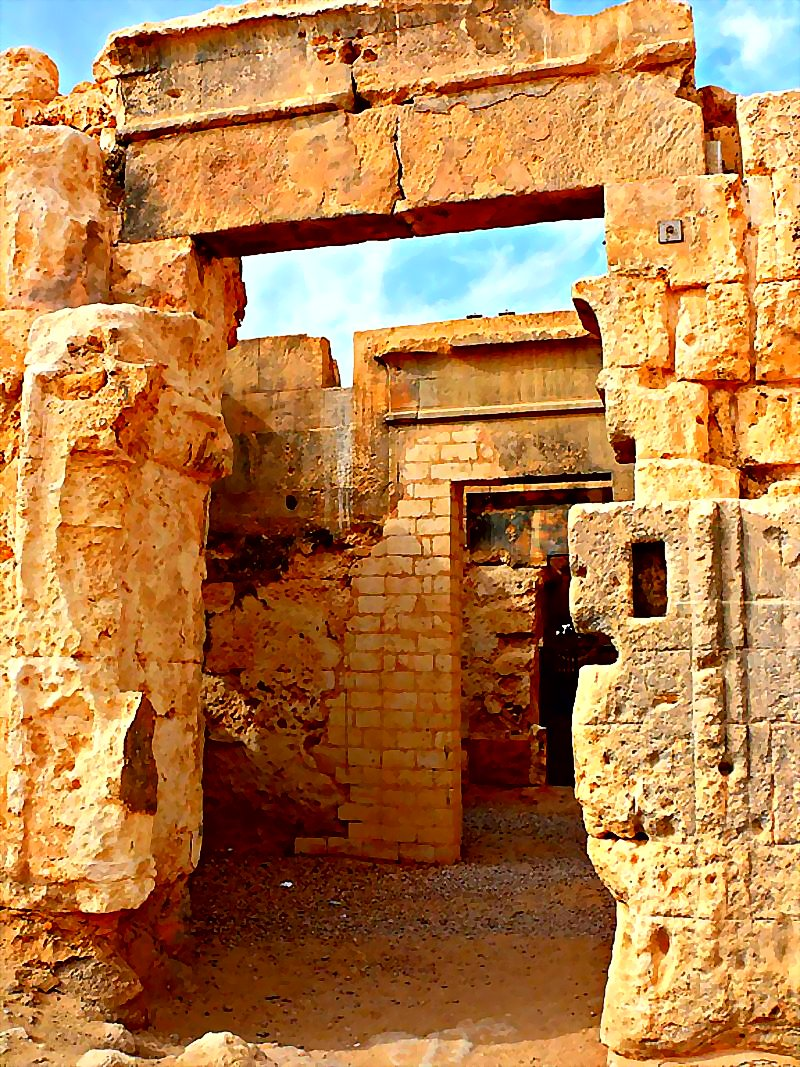
Eingang zur Orakelstätte

Seit wann und wie die Oase Siwa zu einer Orakelstätte wurde, ist bislang unbekannt. Herodot schrieb im 5. Jh. v. Chr. zwei Entstehungslegenden: „Die Priesterinnen erzählten mir Folgendes: Zwei schwarze Tauben sind einst von Theben aufgeflogen. Eine Taube flog zu ihnen nach Dodona, wo sie sich auf einer Eiche niederließ und mit menschlicher Stimme rief, es müsse hier ein Orakel des Zeus gestiftet werden! Die andere Taube ist nach Libyen geflogen und forderte die Libyer auf, ein Orakel des Amon zu gründen.“ In der zweiten Entstehungsgeschichte entführten Phönizier zwei Priesterinnen aus Theben. Eine wurde nach Libyen verkauft und die andere nach Griechenland.
Das Orakel von Siwa war neben dem Orakel von Delphi (Apollo) und Dodona (Zeus) die bekannteste Orakelstätte in der Antike. Seit dem 6. Jahrhundert v. Chr. befand es sich in einem erst in dieser Zeit gebauten Tempel (Ammonion), der dem altägyptischen Gott Amun geweiht war. Die Archäologen sind sich jedoch heute einig, dass Siwa bereits vor dem Bau dieses Amun-Tempels schon als Orakelort bekannt war. Ferdinand Tönnies vermutete bereits 1876, dass sich das Orakel von Siwa vor der Errichtung des Amun-Tempels am selben Platz in einem ursprünglichen Heiligtum des Apollon Karneios befand.
Der bekannteste Besucher des Orakels ist zweifellos Alexander der Große, der wohl Macht und Einfluss des Orakels nutzte und sich in Siwa vom Oberpriester als „Sohn des Gottes“ (Zeus-Amun) begrüßen ließ.
Während des Zweiten Weltkriegs wurde die Oase Siwa von Rommels Afrikakorps insgesamt dreimal besetzt. Dabei badeten einige seiner Soldaten nackt in dem steingefassten Becken des berühmten heiligen Brunnens in der Nähe des Amun-Tempels, was den Einheimischen als Sakrileg und böses Omen galt.

## Ablauf eines Orakels
Anders als in Delphi oder Dodona gab es in Siwa keine Orakelsprüche, sondern nur Ja- und Nein-Antworten. Bewegte sich die Amun-Figur auf den Fragensteller zu, so lautete die Antwort „Ja“. Bewegte sich die Figur vom Fragesteller weg, so lautete die Antwort „Nein“. Die Amun-Figur wurde von den Priestern bewegt.
Königsorakel hatten jedoch einen anderen Ablauf: Könige oder Priester stellten ihre Fragen alleine im Allerheiligsten des Tempels. Anschließend erhielten sie ein göttliches Orakelschreiben vom Oberpriester oder der Oberpriester verkündete Amuns Antwort auf die Fragen, die vorgeblich ja keinem Menschen außer dem Fragesteller bekannt sein konnten. Es wurde aber archäologisch eine Geheimkammer über dem Allerheiligsten nachgewiesen, in der ein versteckter Priester die Fragen hören konnte.

## Bekannte Orakelsprüche

### Kambyses II., 523 v. Chr.
siehe auch: Verlorene Armee des Kambyses
Der griechische Geschichtsschreiber Herodot berichtet, dass der persische König Kambyses II., der Sohn von Kyros dem Großen, 523 v. Chr. das heilige Orakel von Siwa mit 50.000 Mann plündern wollte, da es den Niedergang des Königs prophezeit hatte. Bevor er und seine Männer jedoch ihr Ziel erreicht hatten, wurden sie von einem Sandsturm überrascht.

### Kimon, 449 v. Chr.
Kimon, der Sohn von Miltiades dem Jüngeren, schickte seine Boten nach Siwa, um „bestimmte geheime Angelegenheiten“ zu klären. Das Orakel gab den Boten keine Antwort. Es schickte sie zurück, da Kimon bereits bei Amun war. Als sie ihre Heimat wieder erreichten, erkannten die Boten den Sinn der Antwort: Kimon war an dem Tag gestorben, an dem sie die Frage gestellt hatten.

### Alexander der Große, 331 v. Chr.
Nachdem Alexander der Große Ägypten erobert und die Rolle des Pharaos übernommen hatte, indem er in Heliopolis dem Re und in Memphis im Tempel des Ptah dem Apis geopfert hatte,  reiste er mit seinem Gefolge durch die Wüste nach Siwa. Begleitet wurde Alexander u. a. von Kallisthenes von Olynth, dessen Überlieferung später als Quelle für die drei Geschichtsschreiber Strabon, Diodor (beide im 1. Jh. v. Chr.) und Plutarch (1. Jh.) diente. Er wollte das Orakel sowohl über die Zukunft als auch über die eigene Herkunft befragen, denn:
er führte einen Teil seiner Entstehung auf Ammon zurück, ähnlich wie die Mythen Herakles und Perseus von Zeus abstammen lassen.
In Siwa angekommen musste Alexanders Gefolge entsprechend dem Ablauf eines Königsorakels außerhalb des auf dem Hügel von Aghurmi gelegenen Tempels warten und Alexander betrat allein das Allerheiligste, wo er vor dem Kultbild seine Fragen stellte. Diodor schreibt, dass der Oberpriester ihn fragte, ob er sich als Sohn Amuns fügen möchte. Alexander bejahte dies und fragte ihn, ob sein Vater (Amun) ihm die Herrschaft über die Welt genehmigt. Dieser rief, dass Amun ihm den Wunsch mit absoluter Gewissheit gewährt. Nach Plutarch fragte Alexander erst nach dem Mörder seines Vaters.
Als Alexander aus dem Tempel kam, sagte er zu seinen Begleitern, er habe gehört, was er habe hören wollen. Die Anerkennung Alexanders als Sohn Amuns durch das Orakel verschaffte der Legitimation seiner Herrschaft über Ägypten zweifellos eine noch festere Basis.
Anschließend erfolgte das öffentliche Prozessionsorakel für das Gefolge Alexanders. Achtzig Priester trugen das Kultbild des Amun auf einer Barke von Aghurmi auf der geraden Straße zum gegenüberliegenden Amuntempel von Umm Ubayda. Dabei beantwortete die Barke Fragen der Zuschauer durch entsprechende Neigung. Das Bild wird als einem „Nabelstein“ (Omphalos) ähnlich beschrieben. Möglicherweise handelte es sich um das bis auf den Kopf verhüllte Bildnis des Min-Amun.
Die Griechen identifizierten Amun mit Zeus-Amun, der als libyscher Amun auch in Griechenland verehrt wurde. Seit dem späten 5. Jahrhundert v. Chr. ist eine bedeutende Kultstätte im makedonischen Aphytis auf der Halbinsel Chalkidike belegt. Alexander konnte sich also dem Gott des Orakels besonders verbunden fühlen.